# Eucereon boreale
Eucereon boreale är en fjärilsart som beskrevs av Rothschild 1912. Eucereon boreale ingår i släktet Eucereon och familjen björnspinnare. Inga underarter finns listade i Catalogue of Life.